# Quinquegentians

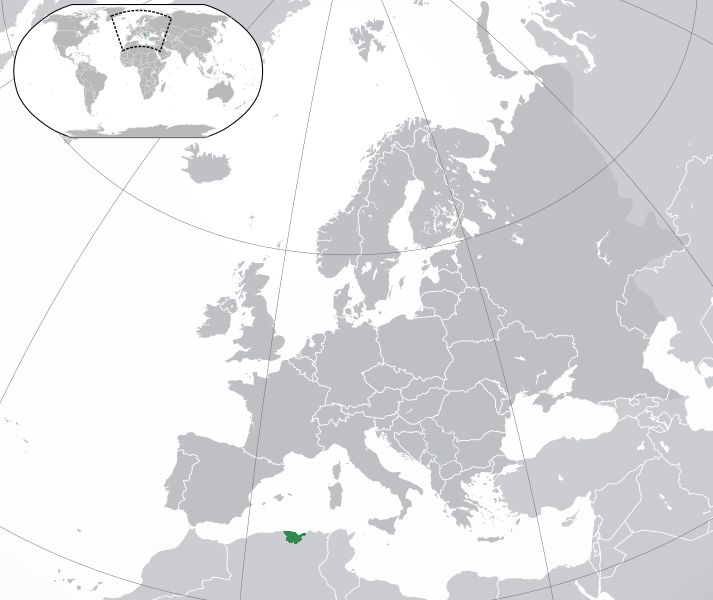
Situació de la Cabília, zona on els Quinquegentians es revoltaren contra l'Imperi Romà.

Els Quinquegentians o Quinquegentanei o Quinquiegentiani (Nacions Quinquegentians: Aureli Víctor 39,22; Quinquegentiani, Eutropi, Breviarium ab urbe condita, 9,22) eren una població amaziga del nord d'Àfrica (una federació, ens sembla entendre pel nom, quinque-gent, és a dir, "cinc tribus") que es van revoltar contra l'Imperi Romà a l'època de Dioclecià.
La revolta va començar al 293, tal com va ser aprovat per Eutropi i només quatre anys després (el 297) va ser finalment sufocat per Maximià, que va marxar a Mauritània on va aconseguir derrotar la insurgència després de la Quinquegentiani també es va aconseguir penetrar en la Numídia propers. L'any següent (298) la força màxima a la defensa de la província fronterera de l'Àfrica, des de Mauritània a l'Àfrica.
Entre els estudiosos d'avui, es va acollir favorablement la proposta de Lionel Galand (190) per veure a gent Quinque ("cinc tribus") dels progenitors antics de la Kabilia en curs. No només la seva ubicació, a prop de Mons Ferratus (ara Djurdjura) coincideix amb el d'aquesta població amaziga, però també el nom actual Leqbayel, d'un terme àrab que significa "tribus" podria ser una continuació de "una vegada conegut com" les (cinc) tribus ".